# Soroceni (okręg Botoszany)
Soroceni – wieś w Rumunii, w okręgu Botoszany, w gminie Unțeni. W 2011 roku liczyła 151 mieszkańców.